# Chien gris de Saint-Louis
Chien gris de Saint Louis era una razza canina del tipo "segugio" originaria della Francia, ormai estinta, massicciamente utilizzata dalla Corona di Francia durante le battute di caccia.

## Storia
Stando al manuale venatorio La Chasse Royale di Carlo IX di Francia, il chien gris venne introdotto nel Regno dal sovrano Luigi IX che scoprì la razza, allora sconosciuta in Europa, durante la sua permanenza in Terrasanta (v. settima crociata e ottava crociata). La medesima fonte asserisce che i cani sarebbero stati introdotti nelle terre islamiche dalla Tartaria.
Seppur non dotati di un fiuto particolarmente fino, i cani vennero apprezzati per la loro tenacia al punto che gli animali utilizzati dai Re di Francia per la caccia furono solo Chien gris de Saint Louis dal 1250 al 1470.

Complice il favore di cui godevano in Francia, i Chien-gris riuscirono certamente a diffondersi nelle zone europee soggette a forte influenza francese (Fiandra e Savoia-Piemonte). È però oggi argomento di discussione la loro effettiva diffusione nel Regno d'Inghilterra. La menzione del Chien-gris nel The Noble Art of Venerie or Hunting di George Turberville (1575) è stata infatti quasi certamente dovuta al suo aver attinto all'opera precedente del francese Jaques du Fouilloux, La Venerie de Jaques du Fouilloux (1561). All'opera di Turberville si deve infatti la comparsa del "dun-hound", traduzione per "chien-gris", nel vocabolario inglese. Il successivo riferimento al dun-hound nell'opera seicentesca di Nicolas Cox Gentlemen's Recreation (1674) si dovette con buona probabilità ad una mera ripresa del testo di Turberville.
La razza finì con lo scomparire nel corso del XIX secolo a causa dei continui incroci e della nuova moda venatoria francese introdotta dalla Rivoluzione.

## Aspetto
Jaques du Fouilloux, nella sua La Venerie de Jaques du Fouilloux, descrive i Chien gris de Saint Louis come cani di grande taglia dalla pelliccia grigia o grigio-nera sul dorso, rossa o rossiccia sulle zampe (sia anteriori sia posteriori). Resta invece attualmente oggetto di discussione la consistenza della pelliccia: liscia o ruvida. Nel corso dell'800, il Chien gris avrebbe infatti disperso il suo patrimonio genetico nella selezione dei Griffoni, razza nota appunto per la sua pelliccia "dura". Le fonti medievali e rinascimentali non menzionano però minimamente il pelo duro quale attributo del Chien gris. Probabilmente, si trattò di sviluppi successivi occorsi nel XVIII secolo a seguito dell'incrocio con altre tipologie francesi di cane da caccia.

### Fonti
- Carlo IX di Francia; Luigi XIII di Francia [a cura di] (1625), La Chasse Royale, Parigi, L. Potier .
- Cox, Nicolas (1674), Gentlemen's Recreation: in four parts, viz. hunting, hawking, fowling, fishing ..., Londra, Freeman Collins .
- Fouilloux, Jaques: du (1561), La Venerie de Jaques du Fouilloux.
- Turberville, George (1575), The Noble Art of Venerie or Hunting .

### Studi
- Buchanan-Jardine, John; Reille, Karl; Lloyd Sylvester (1937), Hounds of the World, Londra, Methuen.
- Harmer, Hilary (1968), The Bloodhound, W&G Foyle LTD.
- Johnston, George [e] Ericson, Diana (1979), Hounds of France, Spur Publications.
- Le Couteulx de Canteleu, Baron Jean-Emmanuel (1858), La Vénerie Française, Parigi, Imprimerie et librairie de Mme ve Bouchard-Huzard.